# Marbeleven
Het Marbeleven is een natuurgebied ten zuiden van de Antwerpse plaats Brecht, nabij de Abdijlaan.
Het Marbeleven ligt te midden van de Brechtse Heide, een ontginningsgebied dat voornamelijk uit weilanden bestaat.
3 ha van het gebied is eigendom van Natuurpunt. Het bestaat uit een venrestant, natte heide met overgang naar droge heide, vochtig eiken-berkenbos en wilgenbroek.

## Flora en fauna
Tot de flora behoren soorten als: struikhei, dophei, moerasstruisgras, fijn schapengras en witte snavelbies.
Tot de avifauna behoren weidevogels die ook in de omliggende weiden te vinden zijn, zoals grutto, kievit en wulp. In het ven worden dodaars, wilde eend, krakeend, kuifeend, tafeleend, wintertaling, smient, slobeend en bergeend waargenomen om te foerageren of te overwinteren.
Ook amfibieën, libellen en waterjuffers komen er voor.